# Юридический факультет Восточно-Сараевского университета
Юридический факультет Восточно-Сараевского университета (серб. Правни факултет Универзитета у Источном Сарајеву) — один из факультетов Восточно-Сараевского университета, центр которого расположен в городе Пале, а филиалы — в Биелине и Сребренице. Основан в 1946 году. Декан — доктор наук, профессор Горан Маркович.

## История
20 августа 1946 года Народная скупщина Народной Республики Боснии и Герцеговины приняла закон «О юридическом факультете», в соответствии с которым в Сараевском университете был учреждён юридический факультет — первый факультет, вошедший в состав Сараевского университета, который, в свою очередь, был образован в 1949 году. Его первым деканом стал Александр Васильевич Соловьёв, который преподавал Историю государства и права Югославии. В первый состав факультета вошли следующие преподаватели (доктора наук и профессора):
- Хамдия Чемерлич (государственное право и история народной власти)
- Милош Баич (римское право и всеобщая история государства и права)
- Миливое Эрич (политическая экономика)
- Воислав Спаич (гражданское право)
- Стеван Якшич (облигационное право)
- Драгомир Крндя (политическая экономика)
- Анание Илич (экономическое право)
- Бошко Перич (трудовое право)
- Александр Стаич (уголовное право)
- Алия Силайджич (право наследования и семейное право)
- Бранимир Янкович (международное общественное право)
- Владо Йоканович (теория государства и права, история правовых и политических доктрин и общая социология)
- Самуэл Камхи (гражданское процессуальное право)
- Джорджо Самарджич (общая история государства и права)
- Авдо Суческа (история государства и права народов ФНРЮ)

С 1946 по 1992 годы на факультете работали 56 преподавателей и 31 ассистент, в том числе семь членов Академии наук и искусств Боснии и Герцеговины — пять академиков и два члена-корреспондента. 334 студента были зачислены на факультет в 1946/1947 учебном году, к 1992 году всего факультет окончило около 9200 человек — 53 человека окончили магистратуру, 48 человек защитили докторские работы. Филиалы факультета существовали в Баня-Луке, Мостаре, Зенице и Добое: первые три позже были переподчинены университетам в соответствующих городах, а факультет в Добое продолжил деятельность в составе Сараевского университета вплоть до начала Боснийской войны. Без учёта Баня-Луки выпускниками этих филиалов с 1975 по 1990 годы итого стало 870 человек.
В 1992 году значительная часть студентов и сотрудников факультета покинула Сараево: те, кто остались на территории Республики Сербской, продолжили обучение и научную-работу в Илидже, куда был эвакуирован факультет университета. 14 сентября 1992 года Народная скупщина Республики Сербской приняла распоряжение о выходе учреждений высшего образования из состава Сараевского университета и их перехода в Сараевский университет Республики Сербской. 30 ноября 1994 года в состав нового университета перешёл юридический факультет, а исполняющим его обязанности его декана стал профессор Богдан Лоза. Факультет располагался в Илидже в 1994—1996 годах: занятия проходили в гостинице «Сербия». 23 мая 1996 года факультет переехал в Пале, где в качестве помещений для занятий использовались строения завода Famos. В 2004 году факультет переехал в новое пятиэтажное здание, выстроенное при поддержке властей Республики Сербской.
С 1999 года преподавание осуществляется также и на отделении факультета в Биелине (до 2010 года оно велось в помещениях начальной школы имени Святого Саввы, с 2010 года — в Центре высшего образования) при финансовой поддержке от властей общины. В 2010/2011 учебном году открылось отделение факультета в Сребренице. С 1994 по 2022 годы имели место 29 выпусков по программе бакалавриата и 16 выпусков по программе магистратуры. Ежегодно факультет в Пале проводит день открытых дверей для учащихся средних школ, заинтересованных в получении высшего юридического образования.

## Деканы

### СФРЮ
С момента образования факультета и до распада Югославии им руководили следующие лица:
- 1947—1949: Александр Соловьёв
- 1949—1950: Драгомир Кридия (серб. Драгомир Кридија)
- 1950—1951: Владо Йоканович (серб. Владо Јокановић)
- 1951—1952: Стеван Якшич (серб. Стеван Јакшић)
- 1952—1954: Хамдия Чемерлич (серб. Хамдија Ћемерлић)
- 1954—1955: Самуэл Камхи (серб. Самуел Камхи)
- 1955—1957: Драгомир Кридия (серб. Драгомир Кридија)
- 1957—1958: Стеван Якшич (серб. Стеван Јакшић)
- 1958—1959: Воислав Спаич (серб. Војислав Спаић)
- 1959—1960: Анание Илич (серб. Ананије Илић)
- 1960—1962: Хамдия Чемерлич (серб. Хамдија Ћемерлић)
- 1962—1964: Бошко Перич (серб. Бошко Перић)
- 1964—1965: Александр Стаич (серб. Александар Стајић)
- 1965—1967: Мустафа Камарич (серб. Мустафа Камарић)
- 1967—1969: Михайло Илич (серб. Михајло Илић)
- 1969—1971: Самуэл Камхи (серб. Самуел Камхи)
- 1971—1975: Джорджо Самарджич (серб. Ђорђо Самарџић)
- 1975—1978: Фуад Мухич (серб. Фуад Мухић)
- 1978—1980: Звонимир Стенек (серб. Звонимир Стенек)
- 1980—1982: Михайло Велимирович (серб. Михајло Велимировић)
- 1982—1984: Богдан Лоза (серб. Богдан Лоза)
- 1984—1986: Авдо Суческа (серб. Авдо Сућеска)
- 1986—1988: Славица Крнета (серб. Славица Крнета)
- 1988—1989: Бранко Чалия (серб. Бранко Чалија)
- 1989—1990: Власта Хорват (серб. Власта Хорват)
- 1990—1992: Ибрахим Фестич (серб. Ибрахим Фестић)

### Республика Сербская
Работа факультета была возобновлена в 1994 году.
- 1994—1999: Богдан Лоза[серб.]
- 1999—2006: Радомир В. Лукич[серб.]
- 2006: Драган Пантич[серб.]
- 2006—2008: Дияна Маркович-Баялович (серб. Дијана Марковић-Бајаловић)
- 2008—2010: Зоран Николич[серб.]
- 2010—2014: Милан Томич[серб.]
- 2014—2018: Радомир В. Лукич[серб.]
- Горан Маркович[серб.] (2018—н. в.)

## Обучение
Обучение по образовательной программе «Право» ведётся в рамках I цикла (бакалавриат) в отделениях в Пале, Биелине и Сребренице в течение 4 лет (240 кредитов ECTS), выпускники — дипломированные юристы. В рамках II цикла (магистратура) обучение ведётся по той же программе по одной из специальностей: общественное право, гражданское право и уголовного права. При обучении по специальности «Гражданское право» учащиеся проходят два модуля — модуль гражданского права и модуль экономического права. Обучение длится в течение года (60 кредитов ECTS), выпускники получают степень магистра права. В аспиратуре обучение ведётся по одной из трёх специальностей — общественно-правовые науки, гражданско-правовые науки, экономико-правовые науки. Для завершения обучения необходимо набрать 480 кредитов ECTS и защитить диплом, выпускник получает степень доктора юридических наук. На юридическом факультете существуют шесть кафедр: гражданского права, уголовного права, истории государства и права, международного права, правовой теории и общественного права, правовых и экономических наук.

## Наука
В 1955 году был основан Криминологический институт при факультете, в 1959 году — Всеобщий семинар гражданского права, в 1984 году — Центр научно-исследовательских работ, что позволило развернуть полномасштабную научно-исследовательскую деятельность. В 1949 году стал выпускаться научный журнал Istorijsko-pravni zbornik, переименованный в 1952 году в Godišnjak Pravnog fakulteta u Sarajevu, в котором стали публиковаться научные исследования сотрудников юридического факультета, иных факультетов Восточно-Сараевского университета и преподавателей других университетов.
Факультет регулярно проводит научные встречи с участием видных представителей юридической науки, в рамках которых также проводятся лекции известных профессоров и юристов из иностранных университетов. С 2010 года факультет проводит ежегодные научные конференции, приуроченные ко Дню факультета: материалы докладов публикуются в научных изданиях. Как правило, основу материалов составляют научные работы профессоров юридических факультетов университетов из стран бывшей Югославии.

## Иная деятельность
В 2010 году на факультете открылась ораторская секция под руководством ассистента Димитрие Черанича, где регулярно проводятся беседы на разные темы от философских и правовых до повседневных. Участники этой секции выступали в разных конкурсах, будучи отмеченными рядом наград, а также отметились выступлениями на разных манифестациях, совершенствуя своё красноречие. На факультете проводятся различные мероприятия и конкурсы «Вишничевы дни» (серб. Višnjićevi dani), «Нушичиада» (серб. Nušićijada) и «Кочичев сбор» (серб. Kočićev zbor); ежегодно оратораская секция проводит вечера культуры в Пале и Биелине.
В 2012 году на факультете открылся дискуссионный клуб (руководитель — доктор Саня Тепавчевич), участники которого регулярно ведут дискуссии на разные темы с соответствующими аргументами: целью клуба заявлено развитие критического мышления. Заседания клуба проводятся как на факультете в Пале, так и в его филиале в Биелине. Клуб сотрудничает с рядом государственных и общественных организаций Республики Сербской и некоторыми международными организациями. Также на факультете действует студенческий союз «Юрист» (серб. Правник), при котором действует студенческий клуб факультета в Биелине. Студенты участвуют в работе учебно-научного совета, проводят массовые мероприятия для первокурсников и выпускников, посещают мероприятия других юридических факультетов и так далее. Фонд библиотеки факультета насчитывает более 11 тысяч книг (учебники, монографии, пособия, энциклопедии, словари, кандидатские и докторские диссертации), из которых 9 тысяч — на сербском языке. Есть также издания на английском, немецком, французском, русском и других языках.

## Награды
- Орден Негоша I степени (2016)[1]